# Lexington Steele
Clifton Todd Britt conegut artísticament com a Lexington Steele (nascut el 28 de novembre del 1969 a Nova Jersey) és un actor pornogràfic estatunidenc.

## Educació i vida prèvia a la pornografia
Va néixer a Nova Jersey i es va graduar en la Morristown High School el 1987. Posteriorment va acudir al Morehouse College, entre 1988 i 1990. Després d'aquest període canvia de centre educatiu per graduar-se a la Universitat de Siracusa el 1993.
Va treballar a Nova York com a corredor de borsa, en el World Trade Center, i segons les seves paraules hagués estat una de les víctimes de l'atemptat del 11S de 2001 d'haver-hi seguit treballant com a corredor.

## Carrera pornogràfica
Va començar a participar en pel·lícules per a adults el 1997, adquirint certa fama a Nova York i Los Angeles pel dramatisme de les seves escenes d'ejaculació. Des de llavors ha rebut una infinitat de premis, dirigint desenes de pel·lícules i participant en al voltant de 500 com a actor protagonista.
D'entre les seves obres destaquen El empalador i El retorn del empalador, les que li han donat el sobrenom amb el qual és conegut. En elles l'argument gira entorn de la tremenda grandària del seu penis, perquè en les escenes de penetració -o empalación- es pot apreciar el dolor sofert per les dones que participen en el rodatge.

## Premis
- 2009: Premi AVN Hall of Fame.[1]